# Île Herron
L'île Herron est une île de l'État de Washington dans le comté de Pierce aux États-Unis.

## Description
Située dans le sud du Puget Sound, elle s'étend sur près de 1,8 km de longueur pour une largeur d'environ 820 m.

## Histoire
Elle a été nommée par Charles Wilkes pendant l'expédition de 1838-1842 en l'honneur du tonnelier de l'expédition, Lewis Herron.
Ile totalement privée, elle a été incorporée le 30 avril 1958, en tant que Herron Maintenance Co. (HMC), une société à but non lucratif composée des propriétaires et des acheteurs de biens immobiliers de l'île. L'île Herron est financée uniquement par des cotisations annuelles et spéciales payées par les membres et par les frais de ferry pour s'y rendre.